# Регби на Кипре
Регби на Кипре является в настоящий момент развивающимся спортом. Во главе стоит Кипрская регбийная федерация, член Регби Европы с 2006 года. Девизом федерации является фраза «Со щитом или на щите» (греч. Ἢ τὰν ἢ ἐπὶ τᾶς).

## История
Регби на Кипре появился впервые в 1950-е годы, когда стали проводиться матчи между командами британских вооружённых сил (в настоящее время существуют несколько британских команд на базах Акротири и Декелия. В 1970-е годы начались первые игры между командами Кипра и Израиля, многие израильтяне играли с британскими командами. Позже регби стало любимой игрой иммигрантов.
В 2003 году была образована первая киприотская команда — «Пафос Тайгерс», укомплектованная киприотами из ЮАР и британскими киприотами, которые успешно выиграли чемпионат среди британских военных. Позже на волне успеха сборной Англии, выигравшей чемпионат мира в Австралии, была образована команда «Лимассол Крусейдерс», а затем и появился клуб «Никосия Барбарианс». Команды с Северного Кипра играют в различных лигах чемпионата Турции, однако регби не пользуется популярностью ни на севере, ни на юге страны.

## Сборная
Сборная Кипра по регби составлена преимущественно из британских эмигрантов киприотского происхождения, некоторые из них имеют опыт выступления в серьёзных профессиональных клубах — такие, как Крис Дикомидис из валлийского «Кардифф Блюз». Она дебютировала 24 марта 2007 года в европейском регби игрой против Греции и выиграла 39:3 в присутствии 2,5 тысяч фанатов. Продолжением успеха стали победы в квалификационном турнире чемпионата Европы: 28 октября был обыгран Азербайджан 29:0 в Пафосе на стадионе «Пафиако», 31 октября — Монако 19:10, а 3 ноября — Словакия 38:8. Команда вышла в стыковые матчи за выход из дивизиона 3D, но уступила Израилю 6 сентября 2008 года со счётом 14:23 и осталась в дивизионе 3D. В сезоне 2018—2019 сборная Кипра числится в Конференции 1 Юг чемпионата Европы по регби.
На Кипре существует также и сборная по регби-7, которая в 2009 году участвовала в этапах чемпионата Европы в Афинах и Сплите, что помогло киприотам преодолеть сразу 11 мест в рейтинге ФИРА и занять 12-е место среди мужских сборных по регби-7.